# Prometeo (satélite)
Prometeo es un satélite de Saturno descubierto en 1980 por la sonda espacial Voyager 1. Físicamente es un cuerpo muy parecido a la cercana Pandora. El nombre de Prometeo proviene del titán que entregó el secreto del fuego a los hombres en la mitología griega (Véase: Prometeo).
Prometeo actúa como satélite pastor del límite interior del anillo F de Saturno. Pandora, es el satélite pastor del límite exterior del anillo.
Esta luna presenta una forma muy alargada, sus dimensiones son de 148 por 100 por 68 km. Posee numerosas crestas y valles y algunos cráteres de unos 20 km de diámetro son visibles. Sin embargo, su superficie tiene muchos menos cráteres que la cercana Pandora, o las lunas Epimeteo y Jano. La baja densidad y el elevado albedo hacen probable que Prometeo sea un cuerpo helado poroso. Dadas las pocas observaciones de este cuerpo muchas de sus características principales se conocen con muy poca precisión.

## Véase también

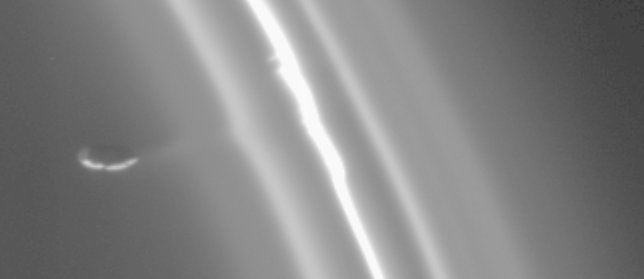
Primer plano del efecto gravitacional de Prometeo sobre el anillo F.